# Mohammed Salisu
Mohammed Salisu Abdul Karim, noto semplicemente come Mohammed Salisu (Accra, 17 aprile 1999), è un calciatore ghanese, difensore del Monaco e della nazionale ghanese.

## Caratteristiche tecniche
È un difensore centrale aggressivo nei contrasti, abile nel gioco aereo e nel recuperare palloni.

## Carriera

### Club
Cresciuto nell'African Talent, nel 2010 è stato acquistato dal Real Valladolid. Ha esordito in prima squadra il 9 gennaio 2019 disputando l'incontro di Coppa del Re perso 1-0 contro il Getafe. Con la squadra spagnola gioca complessivamente 69 partite.
Il 12 settembre 2020 viene acquistato per 5 milioni dal Southampton, firmando un contratto quadriennale.
Il 1º agosto 2023 viene acquistato dal Monaco.

### Nazionale
Nel 2022 ha esordito in nazionale, mentre il 17 novembre dello stesso anno ha realizzato il suo primo gol nel successo 2-0 in amichevole contro la Svizzera; nel medesimo anno ha partecipato ai Mondiali, mentre nel 2023 ha partecipato alla Coppa d'Africa.

## Statistiche

### Presenze e reti nei club
Statistiche aggiornate al 11 gennaio 2025.
| Stagione               | Squadra                | Campionato             | Campionato | Campionato | Coppe nazionali | Coppe nazionali | Coppe nazionali | Coppe continentali | Coppe continentali | Coppe continentali | Altre coppe | Altre coppe | Altre coppe | Totale | Totale | Totale |
| Stagione               | Squadra                | Comp                   | Pres       | Reti       | Comp            | Pres            | Reti            | Comp               | Pres               | Reti               | Comp        | Pres        | Reti        | Pres   | Reti   |        |
| ---------------------- | ---------------------- | ---------------------- | ---------- | ---------- | --------------- | --------------- | --------------- | ------------------ | ------------------ | ------------------ | ----------- | ----------- | ----------- | ------ | ------ | ------ |
| 2018-2019              | Real Valladolid        | PD                     | 0          | 0          | CR              | 2               | 0               | -                  | -                  | -                  | -           | -           | -           | 2      | 0      |        |
| 2019-2020              | Real Valladolid        | PD                     | 31         | 1          | CR              | 1               | 0               | -                  | -                  | -                  | -           | -           | -           | 32     | 1      |        |
| Totale Real Valladolid | Totale Real Valladolid | Totale Real Valladolid | 31         | 1          |                 | 3               | 0               |                    | 0                  | 0                  |             | 0           | 0           | 34     | 1      |        |
| 2020-2021              | Southampton            | PL                     | 12         | 0          | FACup+CdL       | 3+0             | 0               | -                  | -                  | -                  | -           | -           | -           | 15     | 0      |        |
| 2021-2022              | Southampton            | PL                     | 34         | 0          | FACup+CdL       | 1+2             | 0+1             | -                  | -                  | -                  | -           | -           | -           | 37     | 1      |        |
| 2022-2023              | Southampton            | PL                     | 22         | 0          | FACup+CdL       | 1+5             | 0               | -                  | -                  | -                  | -           | -           | -           | 28     | 0      |        |
| Totale Southampton     | Totale Southampton     | Totale Southampton     | 68         | 0          |                 | 12              | 1               |                    | 0                  | 0                  |             | 0           | 0           | 80     | 1      |        |
| 2023-2024              | Monaco                 | L1                     | 12         | 0          | CF              | 1               | 0               | -                  | -                  | -                  | -           | -           | -           | 13     | 0      |        |
| 2024-2025              | Monaco                 | L1                     | 11         | 1          | CF              | 2               | 1               | UCL                | 4                  | 1                  | SF          | 1           | 0           | 18     | 3      |        |
| Totale Monaco          | Totale Monaco          | Totale Monaco          | 23         | 1          |                 | 3               | 1               |                    | 4                  | 1                  |             | 1           | 0           | 31     | 3      |        |
| Totale carriera        | Totale carriera        | Totale carriera        | 122        | 2          |                 | 18              | 2               |                    | 4                  | 1                  |             | 1           | 0           | 145    | 5      |        |

### Cronologia presenze e reti in nazionale
| Cronologia completa delle presenze e delle reti in nazionale ― Ghana | Cronologia completa delle presenze e delle reti in nazionale ― Ghana | Cronologia completa delle presenze e delle reti in nazionale ― Ghana | Cronologia completa delle presenze e delle reti in nazionale ― Ghana | Cronologia completa delle presenze e delle reti in nazionale ― Ghana | Cronologia completa delle presenze e delle reti in nazionale ― Ghana | Cronologia completa delle presenze e delle reti in nazionale ― Ghana | Cronologia completa delle presenze e delle reti in nazionale ― Ghana |
| Data                                                                 | Città                                                                | In casa                                                              | Risultato                                                            | Ospiti                                                               | Competizione                                                         | Reti                                                                 | Note                                                                 |
| -------------------------------------------------------------------- | -------------------------------------------------------------------- | -------------------------------------------------------------------- | -------------------------------------------------------------------- | -------------------------------------------------------------------- | -------------------------------------------------------------------- | -------------------------------------------------------------------- | -------------------------------------------------------------------- |
| 23-9-2022                                                            | Le Havre                                                             | Brasile                                                              | 3 – 0                                                                | Ghana                                                                | Amichevole                                                           | -                                                                    | 46’                                                                  |
| 27-9-2022                                                            | Lorca                                                                | Nicaragua                                                            | 0 – 1                                                                | Ghana                                                                | Amichevole                                                           | -                                                                    | 43’                                                                  |
| 17-11-2022                                                           | Abu Dhabi                                                            | Ghana                                                                | 2 – 0                                                                | Svizzera                                                             | Amichevole                                                           | 1                                                                    | 77’                                                                  |
| 24-11-2022                                                           | Doha                                                                 | Portogallo                                                           | 3 – 2                                                                | Ghana                                                                | Mondiali 2022 - 1º turno                                             | -                                                                    |                                                                      |
| 28-11-2022                                                           | Doha                                                                 | Corea del Sud                                                        | 2 – 3                                                                | Ghana                                                                | Mondiali 2022 - 1º turno                                             | 1                                                                    |                                                                      |
| 2-12-2022                                                            | Al Wakrah                                                            | Ghana                                                                | 0 – 2                                                                | Uruguay                                                              | Mondiali 2022 - 1º turno                                             | -                                                                    |                                                                      |
| 8-1-2024                                                             | Kumasi                                                               | Ghana                                                                | 0 – 0                                                                | Namibia                                                              | Amichevole                                                           | -                                                                    | 67’                                                                  |
| 14-1-2024                                                            | Abidjan                                                              | Ghana                                                                | 1 – 2                                                                | Capo Verde                                                           | Coppa d'Africa 2023 - 1º turno                                       | -                                                                    |                                                                      |
| 18-1-2024                                                            | Abidjan                                                              | Egitto                                                               | 2 – 2                                                                | Ghana                                                                | Coppa d'Africa 2023 - 1º turno                                       | -                                                                    |                                                                      |
| 22-1-2024                                                            | Abidjan                                                              | Mozambico                                                            | 2 – 2                                                                | Ghana                                                                | Coppa d'Africa 2023 - 1º turno                                       | -                                                                    |                                                                      |
| 26-3-2024                                                            | Marrakech                                                            | Uganda                                                               | 2 – 2                                                                | Ghana                                                                | Amichevole                                                           | -                                                                    | 65’ 69’, 89’                                                         |
| 6-6-2024                                                             | Bamako                                                               | Mali                                                                 | 1 – 2                                                                | Ghana                                                                | Qual. Mondiali 2026                                                  | -                                                                    |                                                                      |
| 10-6-2024                                                            | Kumasi                                                               | Ghana                                                                | 4 – 3                                                                | Rep. Centrafricana                                                   | Qual. Mondiali 2026                                                  | -                                                                    | 74’ 75’                                                              |
| 5-9-2024                                                             | Kumasi                                                               | Ghana                                                                | 0 – 1                                                                | Angola                                                               | Qual. Coppa d'Africa 2025                                            | -                                                                    |                                                                      |
| 9-9-2024                                                             | Berkane                                                              | Niger                                                                | 1 – 1                                                                | Ghana                                                                | Qual. Coppa d'Africa 2025                                            | -                                                                    |                                                                      |
| 10-10-2024                                                           | Accra                                                                | Ghana                                                                | 0 – 0                                                                | Sudan                                                                | Qual. Coppa d'Africa 2025                                            | -                                                                    | 66’                                                                  |
| 15-10-2024                                                           | Bengasi                                                              | Sudan                                                                | 2 – 0                                                                | Ghana                                                                | Qual. Coppa d'Africa 2025                                            | -                                                                    | 73’                                                                  |
| 21-3-2025                                                            | Accra                                                                | Ghana                                                                | 5 – 0                                                                | Ciad                                                                 | Qual. Mondiali 2026                                                  | 1                                                                    | 80’                                                                  |
| 24-3-2025                                                            | Al Hoceima                                                           | Madagascar                                                           | 0 – 3                                                                | Ghana                                                                | Qual. Mondiali 2026                                                  | -                                                                    |                                                                      |
| Totale                                                               |                                                                      | Presenze                                                             | 19                                                                   |                                                                      | Reti                                                                 | 3                                                                    |                                                                      |